# Смит, Майкл Джон
Майкл Джон Смит (англ. Michael John Smith; 30 апреля 1945 года, Бьюфорт, Северная Каролина, США — 28 января 1986 года, Канаверал, Флорида, США) — астронавт НАСА, подполковник ВМС США. Входил в состав экипажа шаттла «Челленджер» и погиб при старте корабля в самом начале своего первого полёта.

## Биография
Майкл Смит родился 30 апреля 1945 года в городе Бьюфорт, штат Северная Каролина. В 1967 году окончил Военно-морскую академию США, получив степень бакалавра. Впоследствии продолжил обучение в Аспирантуре ВМС США в Монтерее (Калифорния). Он поступил на курсы лётчиков военно-морской авиации на авиабазе в Кингсвилле (Техас), которые окончил в мае 1969. С мая 1969 года по март 1971 года Смит был назначен в Учебную школу лётчиков реактивной авиации, где служил в качестве инструктора.

### До НАСА
С 1971 по 1973 год участвовал в войне во Вьетнаме, летал на самолёте «A-6 Intruder» и завершил службу в 52-й штурмовой эскадрилье, которая базировалась на борту авианосца «Китти Хоук». В 1974 году Смит окончил Школу лётчиков-испытателей ВМС США и был распределён на авиабазу на реке Патаксент (Мэриленд), летал на A-6E, испытывал системы наведения крылатых ракет. Затем, в 1976 году, был направлен в Училище лётчиков морской авиации в качестве инструктора и прослужил там 18 месяцев. С авиабазы Патаксент был переведён в 75-ю штурмовую эскадрилью, служил в должности оперативного офицера, совершил два похода по Средиземному морю на борту авианосца «Саратога». Освоил 28 различных типов гражданских и военных самолётов, налетал 4867 часов.

### Личная жизнь
Был женат на Джейн Смит, у него осталось трое детей.
Увлечения: сквош, работы по дереву, теннис и бег.

## Подготовка к космическому полёту
Смит был приглашён в НАСА в качестве кандидата в астронавты в мае 1980 года в составе девятого набора. Начал прохождение курса общекосмической подготовки (ОКП) с июля 1980 года. По окончании обучения в августе 1981 года получил квалификацию «специалист полёта» и назначение в Отдел астронавтов НАСА.

## Космические полёты
- Первый полёт — STS-51L[3], шаттл «Челленджер». Смит включён в состав экипажа в качестве специалиста полета. Старт был произведён 28 января 1986 года. Через 73 секунды после старта из-за дефекта уплотнительного кольца твердотопливного ускорителя и повреждения топливного бака с последующей детонацией компонентов топлива шаттл разрушился, весь экипаж погиб[4].

## Награды
Награждён: Медаль «За космический полёт» (1986), Космическая медаль почёта Конгресса (2004), Медаль Министерства обороны «За выдающуюся службу» (США), Крест лётных заслуг (США), Воздушная медаль (США) (16 медалей), Крест «За храбрость» (Южный Вьетнам).

## Память
Погиб 28 января 1986 года во время катастрофы шаттла «Челленджер». Похоронен на Арлингтонском национальном кладбище (штат Виргиния). Его имя увековечено на «Космическом зеркале» — мемориале астронавтов, расположенном в Космическом центре имени Кеннеди (Флорида). Конгрессом (посмертно) ему было присвоено звание подполковника. Его именем названа Морская школа.
В 1988 г. Международный астрономический союз присвоил его имя кратеру на обратной стороне Луны.